# August Erne
Pour les articles homonymes, voir Erne (homonymie).
August Erne (né le 15 février 1905 à Leibstadt et mort le 15 octobre 1987 à Leibstadt) est un coureur cycliste suisse. Professionnel durant les années 1930, il a été champion de Suisse sur route en 1932 et a participé trois fois au Tour de France.

## Palmarès
- 1930
  - 8e du championnat du monde sur route amateur
- 1932
  -  Champion de Suisse sur route
  - Championnat de Zurich
- 1934
  - 2e du Championnat de Zurich
  - 3e du Tour de Haute-Savoie
- 1935
  - 2e du championnat de Suisse sur route
- 1936
  - 3e étape du Tour de Suisse
  - 3e du Championnat de Zurich

## Résultats sur le Tour de France
- 1932 : 55e du classement général
- 1933 : abandon (2e étape)
- 1934 : 20e du classement général